# Planota Ennedi
Planota Ennedi leži na severovzhodu Čada, v regijah Ennedi-Ouest in Ennedi-Est. Velja za del skupine gora, znane kot Masiv Ennedi, najdene v Čadu, ki je ena od devetih držav, ki sestavljajo sahelski pas, ki se razteza od Atlantskega oceana do Sudana. Je gorata regija v severovzhodnem kotu Čada, impresiven masiv peščenjaka, ki so ga veter in temperaturne spremembe erodirale v vrsto teras, sotesk, pečin in obrobij. Čeprav je del Sahare, je podnebje planote Ennedi veliko bolj primerno za človeško bivanje kot večina puščave, z rednim deževjem poleti, vadiji (sezonske reke), ki tečejo enkrat ali dvakrat letno in relativno velikim obsegom flore in favne. Številni ljudje so živeli na tem območju, kot so lovci in nabiralci (5000–4000 pr. n. št.) in pastirji (začetek 4000 kal pr. n. št.). Območje Ennedi je znano tudi po veliki zbirki skalnih poslikav, ki prikazujejo predvsem govedo, saj so bile te živali glavni vir finančnega, okoljskega in kulturnega vpliva. Ta umetnost sega pred skoraj 7000 let. Danes imata dve polnomadski skupini, večinoma muslimanske vere, stalne vasi v Ennedi v deževnih mesecih in gredo skozi območje v sušnem obdobju. Za preživetje se zanašajo na svoje črede kamel, oslov, ovc in koz.

## Pokrajina in podnebje
Ennedi obsega približno 60.000 km2, njegova najvišja točka pa je približno 1450 m nad morsko gladino. Masiv je sestavljen iz peščenjaka, ki prekriva predkambrijsko granitno podlago. V Ennediju je vsaj dvajset trajnih ali poltrajnih izvirov, guelt (puščavskih ribnikov) in tolmunov, vendar redko dosežejo več kot nekaj deset metrov v sušnem obdobju. Velja za del sahelske akacijeve savane, ki se razteza čez celotno celino, kjer so nekoč živeli različni parkljarji, katerih populacija se je od takrat zmanjšala. Pokrajina ima geološke strukture, vključno s stolpi, stebri, mostovi in loki, ki služijo kot glavne turistične atrakcije. Zanimivo je, da je velik del peska, najdenega v Sahari, posledica nastajanja prahu v trikotniku Tibesti-Ennedi.
Dokazi o spremembi podnebja so se zgodili med 6000 pred našim štetjem, z območjem savane s ~250 mm letnih padavin, do ~150 mm letnih padavin 4300 pred našim štetjem. Kasneje je okoli 2700 pr. n. št. dosegel letno količino padavin 50 mm, podobno količini letnih padavin, ki jo opazimo danes. Na tem območju so pogosti tudi monsuni, ki ustvarijo okoli 50–150 mm dežja na leto. Te naravne nesreče ustvarjajo na območju  raznoliko mešanico vegetacije. Vendar pa padavine omogočajo večjo vlago v tankih tleh v zimskih mesecih z manjšim odtokom. Znano je tudi, da imajo gore v južni regiji severno-sahelsko podnebje, z večjo količino padavin med mesecem majem in septembrom. Padavine so podvržene intertropskemu konvergenčnemu območju (ITCZ).

## Zgodovina zavarovanja
Nekaj manj kot ena desetina območij svetovne dediščine je v Afriki, vendar je bila lokacija šele februarja 2016 dodana na Unescov seznam svetovne dediščine. Med tem procesom je bilo veliko razprav o tem, kaj bi bilo treba vključiti. Najprej sta se morali dve upravni coni in več vasi dogovoriti o tem ali se šteje za del svetovne dediščine. Vendar pa je njegova ustanovitev koristila Čadu, ker je na tem območju povečal dohodek od turistov, ki porabijo denar za bivanje. Prav tako je čadska vlada sčasoma zmanjšala velikost zaščitenega območja zaradi raziskovanja nafte. Ennedi trpi zaradi visoke dohodkovne neenakosti, zato je uporaba naftnih rezerv omogočila boljšo prerazporeditev bogastva. Domneva se, da je obstajala partnerska pogodba med državo pogodbenico in naftnimi podjetji za raziskovanje nafte in zasebni zakup zemljišč, ki so se pojavili v zvezi z zmanjšanim obsegom zaščitenega območja Unesca. Zaradi tega povečanega izkoriščanja nafte je v Čadu prišlo do nenamernega razlitja nafte, ki je povzročilo onesnaženje podtalnice, naključna razlitja kemikalij in poslabšanje kakovosti zraka.
Afriški parki so v začetku leta 2018 prevzeli upravljanje tega območja v sodelovanju s čadsko vlado. Afriški parki nameravajo izboljšati infrastrukturo parka in raziskati potencial turizma, da bi pridobil podporo tej pokrajini in prispeval k potrebam lokalnega prebivalstva. Evropska unija je Afriškim parkom prispevala 4,7 milijona evrov, nizozemska poštna loterija pa je tej organizaciji v treh letih namenila okoli 3 milijone evrov. Poleg tega je približno 50.000 km², velik del planote Ennedi, čadska vlada januarja 2019 določila za naravni in kulturni rezervat Ennedi.
Svetovna banka je tudi sodelovala s Čadci, tako da je priporočila program za upravljanje in prerazporeditev prihodkov od nafte, ki navaja, da je treba »70 % neposrednih prihodkov od nafte dodeliti prednostnim sektorjem, 15 % javnim naložbam, 5 % oddelek za proizvodnjo nafte in 10 % prihodnjim generacijam.« Vendar je bila čadska vlada že kritizirana, ker se ne drži programa.

## Živalstvo
Na žalost o severnem Čadu zaradi varnostnih težav, težkih podnebnih razmer, vojn in banditizma ni bilo izvedenih veliko študij. Vendar pa so raziskovalci ugotovili, da ima planota zaradi velikega rezervoarja na tem območju bogato zbirko favne. Na primer, na seznamu je vsaj 199 vrst ptic selivk, ki prečkajo Ennedi. Drugi primeri favne so zahodnoafriški krokodil (Crocodylus suchus), znan tudi kot puščavski krokodil, ki je nekoč obstajal po vsej Sahari v času obilnejših padavin. Osupljiva značilnost te populacije krokodilov je pritlikavost, ki se je razvila zaradi njihove izolacije, zaradi česar so nenavadni (druge takšne ostanke populacije so ali so bile najdene v Mavretaniji in Alžiriji). Preživijo le v nekaj tolmunih v rečnih kanjonih na tem območju, na primer Guelta d'Archei in jim grozi izumrtje. Zadnji levi (zahodnoafriška podvrsta Panthera leo leo) v Sahari so prav tako preživeli tukaj, dokler niso izumrli v 1940-ih zaradi povečane rabe zemlje in lova/krivolova. Vse preživele antilope saharski oriks (Oryx dammah) in sudanski gepard (Acinonyx jubatus soemmeringii), ki še živijo v divjini, bodo verjetno najdene v oddaljenih regijah planote Ennedi. Raziskovalci so uporabili kamere, da bi identificirali izolirano populacijo severnoafriškega noja (Struthio camelus camelus), za katero so odkrili, da še vedno živi na zaščitenem območju. Predlagano je bilo, da bi lahko tam živel tudi kriptidni Ennedi tiger (domnevno preživela sabljastozoba mačka). Krivolov in lov sta zmanjšala število vrst na tem območju. Nazadnje je za raziskovalce še posebej zanimivo odkritje vrst rib P. senegalus in P. normani. Identifikacija teh vrst v puščavi Sahara kaže povezavo med jezeri Ounianga in Čadskim jezerom. Raziskovalci so podnevi in ponoči vzorčili z mrežami in drugimi opazovanji, da bi izvedli svojo študijo. Nazadnje je po mnenju raziskovalca Dageta v Ennediju le sedem vrst rib.

## Rastlinstvo
Skupno število 2173 rastlinskih vrst je avtohtonih v Čadu, med prvimi raziskovalci rastlinstva na tem območju v 1950-ih pa so bili R. Corti, H. Gillet, R. Maire in P. Quézel. Trenutno je več kot 525 vrst rastlin, ki so bile navedene v Ennedi. Natančneje, raziskovalec Gillet je uporabil klasifikacijski sistem za opis 7 glavnih življenjskih oblik za 526 najdenih vrst rastlinstva: 41,3 % terofiti, 3,0 % geofiti, 5,1 % helofiti, 1,1 % hidrofiti, 7,0 % hemikriptofiti, 18,4 % kamefiti, 15,1 % fanerofiti. Nenavadne vrste, vključno z Rauwolfia caffra (kininovo drevo), vrsto drevesa, ki je običajno v tropski in ekvatorialni Afriki, najdemo v Ennedi. Velik del vegetacije je zaščiten s prisotnostjo globokih kanjonov in guelt. Trenutno se obdeluje le 2 % čadske zemlje, okoli 50 % je pašnikov, žita pa predstavljajo glavne skupine živil. V sušnih obdobjih je to mesto zatočišče subtropskih taksonov, kot so palme in trave. Najpogostejši tipi tal v Čadu so Leptosols, Regosols in Arenosols v osrednji in severni regiji ter Fluvisols, Plinthosols, Planosols, Solonchaks in Vertisols v južni regiji. Puščavska kobilica (Schistocerca gregaria) je znana po svojih škodljivih vplivih na lokalno floro, zlasti na pridelke in pašnike.

## Kultura
Po vseh jamah, kanjonih in zavetiščih planote Ennedi je bilo naslikanih in vgraviranih na tisoče podob. Čeprav manjka absolutnih datumov v zvezi s skalno umetnostjo Ennedi, je mogoče podobe datirati od okoli 5000 pr. n. št. naprej. Arheološki zapisi in skalne poslikave najdišč omogočajo raziskovalcem, da ustvarijo te datume, ker na žalost primanjkuje organskih materialov. Na primer, samo eno govejo čeljust so našli okoli leta 630 pr. n. št.. Vendar pa raziskovalci še naprej uporabljajo radiokarbonsko datacijo iz oglja in drugih govejih kosti za določitev starosti. Do danes je bilo dokumentiranih šest najdišč, skupaj približno 40 upodobitev. Na tem območju so bili najdeni primeri petroglifov ali skalnih poslikav, kot so tisti blizu mesta, znanega kot Niola Doa. Znotraj tega kalejdoskopa je serija gravur postala še posebej znana po svoji edinstvenosti in kakovosti: več skupin človeških figur v naravni velikosti, upodobljenih po zelo običajnih slogovnih konvencijah. Več kot 86 % umetnin je naslikanih in 14 % graviranih. Umetnine so bile najdene na tleh, stropih in stenah zaklonišč, ki jih je ustvarila vetrna erozija, pogosto pa jih najdemo na dvignjenih legah.

### Skalne poslikave
Večina figur je bila vgravirana na velikih, navpičnih balvanih, v skupinah, čeprav so občasno videti osamljene. Sledijo zelo pravilnemu vzorcu: večina jih je v naravni velikosti ali celo večjih in so predstavljeni pokonci, obrnjeni v desno ali levo, z eno roko, upognjeno navzgor, ki drži palico, naslonjeno na vrat ali ramo, in drugo roko, iztegnjeno navzdol. Zdi se, da so figure gole, čeprav so v nekaterih primerih manjše figure upodobljene s krili.

#### Pomen
Zgodnje podobe so bile enobarvne in so predstavljale ljudi, ki delajo z živino, in mnoge so bile prikazane z lovsko opremo med hojo in tekom. Ta upodobitev je poudarila življenjski slog ljudi v zgodnji železni dobi, obdobju v Afriki od približno 2. stoletja našega štetja do leta 1000 našega štetja. S časom so slike postajale veliko bolj barvite. Prikazanih je bilo veliko več bojnega orožja, kar je lahko posledica okrepljenih bojev zaradi izrazitih hierarhij. Spreminjajoče se podnebje zaradi zmanjšanja količine vode in pašnikov je morda nakazano s temi vrstami orožja.

#### Živali
Udomačene živali so predstavljale skoraj 69 % podob, upodobljenih na planoti Ennedi. Največji poudarek pa je na udomačenem govedu. Pravzaprav so na enem mestu, Murdi, raziskovalci grafično prikazali pogostost ljudi in živali, najdenih med skalnimi poslikavami. Govedo je predstavljalo več kot 50 % vseh slik, Caprinae okoli 10 % in psi okoli 5 %. Prva odkrita podoba je bila Apollon Garamante, ki je prikazoval dve maskirani osebi na boku goveda. Številno govedo je imelo rogove, zlasti dolgorogo govedo. Znano je, da ima govedo velik finančni, kulturni in okoljski vpliv na ljudi v visokogorju Ennedi. Dobili so tudi različne plašče za individualizacijo teh živali, na nekaterih lokacijah, vključno z najdiščem Chiguéou II, pa so na skalah prikazane figure goveda v ekstravagantnih geometrijskih vzorcih. Druge vrste udomačenih živali, ki so jih našli, so bile ovce in psi.
V železni dobi so ljudje preživeli z bolj nomadskim življenjskim slogom, na poslikavah so se odločili prikazati kamele in zlasti konje. Vendar te živali niso bile individualizirane z različnimi dlakami, kot so bile krave. Konji so prikazani kot galopirajoče živali, kar ustvarja umetniško kakovost. Nekatere novejše poslikave prikazujejo konje z vozovi. Menijo, da konji zaradi manjšega vpliva na pastirje niso tako pogosto prikazani kot druge živali, kot je govedo. Upodabljali so tudi kamele.
V poslikavah so prikazane tudi divje živali zaradi njihovega verskega in mitskega pomena. Žirafe so bile najpogostejše in to iz obdobja lovcev in nabiralcev. Poleg ljudi z okroglo glavo so bili naslikani tudi številni nosorogi, kar je nenavadno za tipično vedenje nosorogov, saj običajno živijo kot pari ali samotarji. 

#### Ljudje
Upodobitve ljudi so precej pogoste na skalnih poslikavah Ennedi in med najdenimi človeškimi figurami je bilo le 4 % vgraviranih. Našli so številne odtise rok moških in žensk. Moški so pogosto prikazani kot stoječi pred govedom s sulico in ščitom v rokah, ki večinoma ščitijo svoje živali. Ženske niso upodobljene tako pogosto kot moški, so pogosto prikazane kot ekstravagantno okrašene, kot na primer tiste v Niola Dola. Pogosto so bili prekriti z valovitimi črtami in zanimivimi geometrijskimi vzorci, te modele pa so primerjali s figurami v slogu okrogle glave, najdenimi v Alžiriji.
Na najdiščih, kot je Nabara 2, ki je na dnu severne stene Saodomanga, ovalne gravure prikazujejo živali, kot so kamele, govedo in žirafe. Videti je, da se bojevniki skrivajo za okroglimi ščiti, ženske pa so oblečene v dolge obleke.
Drugo večje mesto, Niola Doa, kar v lokalnem jeziku pomeni »mesto deklet«, ni več pod Unescovo zaščito, a je znano kot eno najpomembnejših skalnih najdišč v Sahari. Zdi se, da je veliko figur golih, z manjšimi figurami, ki krasijo krila, nekatere pa so imele genetsko bolezen, znano kot steatopigija, ki jo povzroča kopičenje maščobe na stegnih in zadnjici. 

### Lončarstvo
Med 5000–4000 pr. n. št. so bili ljudje v Ennedi lovske, ribiške in nabiralne skupine predvsem na ravninah. Zaradi ugodnih razmer so se večinoma zadrževale v poselitvenih mestih. Lončene posode, uporabljene na teh najdiščih, so imele vzorce pikčaste valovite linije, edinstvene za to obdobje.
Do okoli 4000 kal pr. n. št. so se lovske in nabiralske družbe preusmerile k živinoreji. S spremembo življenjskega sloga so se spremenili tudi lončarski slogi. Posode so imele na primer veliko več okrasnih vzorcev, nastale so različne oblike loncev. Prav tako so se prvič pojavila nekatera kamnita orodja, vključno s sekirami.
Nazadnje je bilo zaradi povečane sušnosti od 3000 do 2000 pr. n. št. več ustaljenih naselbin, pa tudi večje črede, v glavnem drobnice. Keramika je prvič pokazala geometrijske vzorce, kamnito orodje pa je vsebovalo predvsem le retuširane luske in brusi.

## Glavna najdišča
- Kot je bilo že omenjeno, Niola Doa tehnično ni pod zaščito Unesca. Še vedno pa je znana po svoji ekstravagantni skalni umetnosti. Najdemo ga na severovzhodu Fade, ki je edino mesto v regiji Ennedi. Skalne poslikave so iz obdobja od 8000 do 2000 pr. n. št..
- Regija Archei na jugovzhodu Fade in vsebuje starodavno vodno vrtino; zato velja za središče nomadskega življenja v Ennedi. Ima skalne poslikave stare več kot 8000 let. Manda Guéli, najdena v regiji Archei, z nekaterimi najbolje ohranjenimi umetninami zaradi svoje visoke lege, ki preprečuje vremenske vplive.
- Ehi Tighi, skalna formacija, znana po 3 m dolgi arhaični sliki krave, naj bi se uporabljala kot zatočišče pred lovci na sužnje. Na stenah formacije so upodobitve tako belih kot rdečih bitij, vključno z moškimi in ženskami, pa tudi kravami z izrazitimi okraski na plašču.
- Kanjon Bachikele in guelta reke Ennedi sta ekološko izjemno pomembna za regijo; vsebuje rastlinstvo, ki ga ni na drugih območjih Sahare in Sahela.[23]

## Raziskovanje in ozaveščanje
Kot so pokazale upodobitve na skalah, se je favna sčasoma zmanjšala zaradi podnebnih sprememb, pa tudi zaradi lova in krivolova. Medtem ko je zmanjšanje favne velik problem na tem območju, je tudi vandalizem povzročil velik davek najdiščem. Na primer, domnevni lokalni mladi so ponaredili skalne poslikave na lokaciji Ennedi na skali tako, da so nanjo načečkali svoja imena v francoščini in arabščini, z zadnjim napisom iz januarja 2017. Čadski minister za kulturo Mahamat Saleh Haroun je situacijo opisal: »To je afriška zgodba in to so želeli uničiti«. Medtem ko vodja Unesca v Čadu Abdelkerim Adoum Bahar verjame, da je škodo mogoče popraviti, so se od takrat vključile še druge organizacije. Na primer, Trust for African Rock Art je v sodelovanju s fundacijo Factum od takrat dokumentiral Ennedi s fotografijami; njihovo poslanstvo je pokazati vprašanja, povezana z zaščito skalne umetnosti. Zaradi erozije in vandalizma se je Ennedi soočil s propadanjem, vendar je bila ta umetnost zdaj posneta v 3D, da bi povečali zavest o lepoti tega mesta. O tej pokrajini so bili posneti tudi filmi, vključno s Towers of the Ennedi, ki ga je režiral Renan Ozturk, da bi prikazal lepoto Ennedi.